# Керрвілл (Техас)
Керрвілл (англ. Kerrville) — місто (англ. city) в США, в окрузі Керр штату Техас. Населення — 24 278 осіб (2020).

## Географія
Керрвілл розташований за координатами 30°2′18″ пн. ш. 99°7′52″ зх. д. / 30.03833° пн. ш. 99.13111° зх. д. (30.038317, -99.131069).  За даними Бюро перепису населення США в 2010 році місто мало площу 53,66 км², з яких 52,58 км² — суходіл та 1,07 км² — водойми. В 2017 році площа становила 57,49 км², з яких 56,39 км² — суходіл та 1,10 км² — водойми.

## Демографія
Згідно з переписом 2010 року, у місті мешкало 22 347 осіб у 9400 домогосподарствах у складі 5616 родин. Густота населення становила 416 осіб/км².  Було 10582 помешкання (197/км²).
Расовий склад населення:
| - 86,3 % — білих - 3,1 % — чорних або афроамериканців - 0,9 % — азіатів - 0,6 % — корінних американців - 0,1 % — вихідців з тихоокеанських островів - 6,7 % — осіб інших рас |

До двох чи більше рас належало 2,4 %. Частка іспаномовних становила 27,4 % від усіх жителів.
За віковим діапазоном населення розподілялося таким чином: 19,3 % — особи молодші 18 років, 54,4 % — особи у віці 18—64 років, 26,3 % — особи у віці 65 років та старші. Медіана віку мешканця становила 45,7 року. На 100 осіб жіночої статі у місті припадало 90,6 чоловіків;  на 100 жінок у віці від 18 років та старших — 86,5 чоловіків також старших 18 років.
Середній дохід на одне домашнє господарство  становив 53 861 долар США (медіана — 39 206), а середній дохід на одну сім'ю — 65 240 доларів (медіана — 48 501). Медіана доходів становила 35 424 долари для чоловіків та 30 966 доларів для жінок. За межею бідності перебувало 15,6 % осіб, у тому числі 22,6 % дітей у віці до 18 років та 5,6 % осіб у віці 65 років та старших.
Цивільне працевлаштоване населення становило 8970 осіб. Основні галузі зайнятості: освіта, охорона здоров'я та соціальна допомога — 29,5 %, роздрібна торгівля — 13,0 %, мистецтво, розваги та відпочинок — 11,0 %.